# Ultra soul
ultra soul – trzydziesty pierwszy singel japońskiego zespołu B’z, wydany 14 marca 2001 roku. Osiągnął 1 pozycję w rankingu Oricon i pozostał na liście przez 23 tygodnie, sprzedał się w nakładzie 876 300 egzemplarzy. Singel zdobył status potrójnej platynowej płyty.
Utwory ultra soul i Swimmer yo 2001!! zostały wykorzystane jako piosenki przewodnie Mistrzostw Świata w Pływaniu 2001 w Fukuoce.

## Lista utworów
| Nr | Tytuł                                                       | Czas |
| -- | ----------------------------------------------------------- | ---- |
| 1. | „ultra soul”                                                | 3:39 |
| 2. | „Swimmer yo 2001!!” (jap. スイマーよ2001!! Suimā yo 2001!!) | 3:27 |
| 3. | „ROCK man”                                                  | 3:49 |

## Różne wersjeultra soul
Utwór tytułowy został kilkukrotnie nagrany ponownie:
- ultra soul ~Splash Style~ (z singla GOLD)
- ultra soul (Alternative Guitar Solo ver.) (z albumu GREEN)
- Ultra Soul (z limitowanego albumu B’z)
- ultra soul 2011 (z albumu C’mon)
- Ultra Soul (E) (w języku angielskim, z limitowanego albumu B’z)

## Muzycy
- Tak Matsumoto: gitara, kompozycja i aranżacja utworów
- Kōshi Inaba: wokal, teksty utworów, aranżacja
- Akihito Tokunaga: gitara basowa (#2-3), aranżacja

## Notowania
| Lista                                  | Pozycja |
| -------------------------------------- | ------- |
| Oricon Weekly Singles Chart            | 1       |
| Oricon Monthly Singles Chart           | 3       |
| Oricon Yearly Singles Chart (rok 2001) | 11      |